# Опа-лока (Флорида)
Опа-лока (англ. Opa-locka) — місто (англ. city) в США, в окрузі Маямі-Дейд штату Флорида. Населення — 16 463 особи (2020).

## Географія
Опа-лока розташована за координатами 25°54′0″ пн. ш. 80°15′19″ зх. д. / 25.90000° пн. ш. 80.25528° зх. д. (25.899998, -80.255219).  За даними Бюро перепису населення США в 2010 році місто мало площу 11,61 км², з яких 11,15 км² — суходіл та 0,47 км² — водойми.

## Демографія
Згідно з переписом 2010 року, у місті мешкало 15 219 осіб у 5086 домогосподарствах у складі 3485 родин. Густота населення становила 1310 осіб/км².  Було 5966 помешкань (514/км²).
Расовий склад населення:
| - 65,8 % — чорних або афроамериканців - 27,7 % — білих - 0,2 % — вихідців з тихоокеанських островів - 0,2 % — корінних американців - 0,2 % — азіатів - 3,8 % — осіб інших рас |

До двох чи більше рас належало 2,1 %. Частка іспаномовних становила 35,3 % від усіх жителів.
За віковим діапазоном населення розподілялося таким чином: 29,2 % — особи молодші 18 років, 60,7 % — особи у віці 18—64 років, 10,1 % — особи у віці 65 років та старші. Медіана віку мешканця становила 30,7 року. На 100 осіб жіночої статі у місті припадало 90,0 чоловіків;  на 100 жінок у віці від 18 років та старших — 83,8 чоловіків також старших 18 років.
Середній дохід на одне домашнє господарство  становив 26 114 долари США (медіана — 18 134), а середній дохід на одну сім'ю — 29 775 доларів (медіана — 22 397). Медіана доходів становила 25 246 доларів для чоловіків та 21 927 доларів для жінок. За межею бідності перебувало 44,8 % осіб, у тому числі 56,1 % дітей у віці до 18 років та 46,0 % осіб у віці 65 років та старших.
Цивільне працевлаштоване населення становило 4800 осіб. Основні галузі зайнятості: роздрібна торгівля — 20,8 %, освіта, охорона здоров'я та соціальна допомога — 14,5 %, мистецтво, розваги та відпочинок — 13,9 %.